# Anthochlamys polygaloides
Anthochlamys polygaloides är en amarantväxtart som först beskrevs av Fisch. och Carl Anton von Meyer, och fick sitt nu gällande namn av Edward Fenzl. Anthochlamys polygaloides ingår i släktet Anthochlamys och familjen amarantväxter. Inga underarter finns listade i Catalogue of Life.